# Margarethe von Hanau-Lichtenberg (1463–1504)

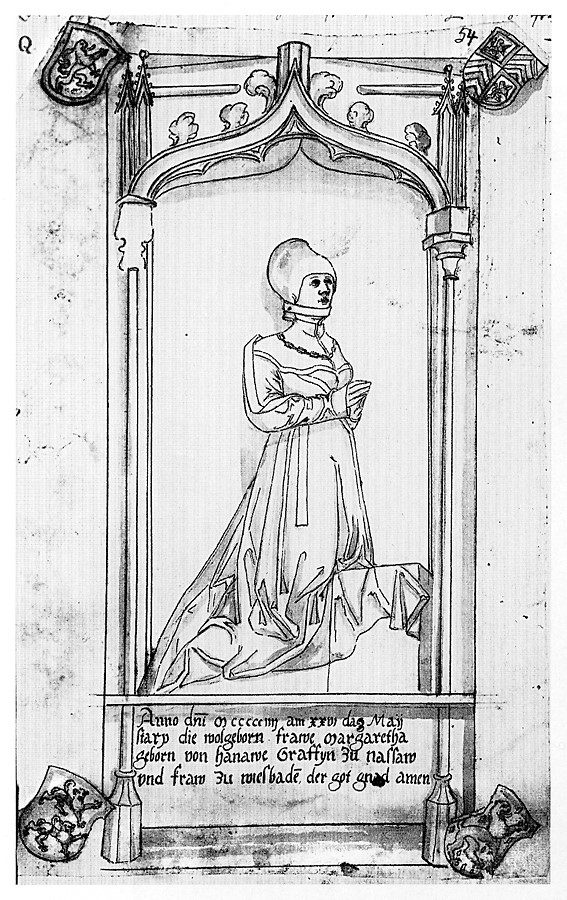
Margarethe von Hanau, Gräfin von Nassau (Zeichnung des nicht erhaltenen Grabmals von 1632)

Margarethe von Hanau-Lichtenberg (* 15. Mai 1463, Lichtenberg; † 26. Mai 1504) war eine Tochter des Grafen Philipp I. von Hanau-Lichtenberg und durch Ehe Gräfin von Nassau-Wiesbaden.
Margarethe heiratete am 20. Juni 1484 Graf Adolf III. von Nassau-Wiesbaden (* 10. November 1443; † 6. November 1511 in Wiesbaden), Statthalter von Geldern und Zütphen. Er war der älteste Sohn von Johann von Nassau-Wiesbaden-Idstein (* 1419; † 9. Mai 1480) und Maria von Nassau-Dillenburg (* 2. Februar 1418; † 11. Oktober 1472).
Margarethe und Adolf hatten vier Kinder:
1. Anna, † als Kind
2. Maria Margaretha (* 9. August 1487 auf Burg Sonnenberg; † 2. März 1548), ⚭ 1502 Graf Ludwig I. von Nassau-Weilburg († 28. Mai 1523)
3. Anna (* 9. Juli 1490 in Leiden; † 10. November 1550), ⚭ 1506 Graf Heinrich XXXI. von Schwarzburg-Blankenburg (* 1473; † 4. August 1528 in Nordhausen)
4. Philipp I. (* 26. April 1492 in Köln; † 6. Juni 1558 in Idstein, angeblich begraben im Kloster Klarenthal[4]), 1511 Graf von Nassau-Wiesbaden-Idstein

⚭ 1514 Adriana de Glymes (* 9. März 1495 in Schloss Wouw; † 27. Juni 1524)
Margarethe wurde in Wiesbaden bestattet.

## Vorfahren
| Ahnentafel der Gräfin Margarethe von Hanau-Lichtenberg | Ahnentafel der Gräfin Margarethe von Hanau-Lichtenberg                                    | Ahnentafel der Gräfin Margarethe von Hanau-Lichtenberg                                    | Ahnentafel der Gräfin Margarethe von Hanau-Lichtenberg                                    | Ahnentafel der Gräfin Margarethe von Hanau-Lichtenberg                                    | Ahnentafel der Gräfin Margarethe von Hanau-Lichtenberg | Ahnentafel der Gräfin Margarethe von Hanau-Lichtenberg |
| ------------------------------------------------------ | ----------------------------------------------------------------------------------------- | ----------------------------------------------------------------------------------------- | ----------------------------------------------------------------------------------------- | ----------------------------------------------------------------------------------------- | ------------------------------------------------------ | ------------------------------------------------------ |
| Urgroßeltern                                           | Ulrich IV. von Hanau (* ca. 1330; † 1380) ⚭ Elisabeth von Wertheim (* 1347; † 1378)       | Heinrich II. von Nassau-Beilstein (* 1374; † 1412) ⚭ Katharina von Randerode († 1415)     | Ludwig IV. von Lichtenberg (* 1387; † 1434) ⚭ Anna von Baden (* 1399; † 1421)             | Albrecht I. von Hohenlohe (* 1370; † 1429) ⚭ Elisabeth von Hanau (* 1395; † 1475)         |                                                        |                                                        |
| Großeltern                                             | Reinhard II. von Hanau (* 1369; † 1451) ⚭ Katharina von Nassau-Beilstein († 1459)         | Reinhard II. von Hanau (* 1369; † 1451) ⚭ Katharina von Nassau-Beilstein († 1459)         | Ludwig V. von Lichtenberg (* 1417; † 1471) ⚭ Elisabeth von Hohenlohe († 1488)             | Ludwig V. von Lichtenberg (* 1417; † 1471) ⚭ Elisabeth von Hohenlohe († 1488)             |                                                        |                                                        |
| Eltern                                                 | Philipp I. von Hanau-Lichtenberg (* 1417; † 1480) ⚭ Anna von Lichtenberg (* 1442; † 1474) | Philipp I. von Hanau-Lichtenberg (* 1417; † 1480) ⚭ Anna von Lichtenberg (* 1442; † 1474) | Philipp I. von Hanau-Lichtenberg (* 1417; † 1480) ⚭ Anna von Lichtenberg (* 1442; † 1474) | Philipp I. von Hanau-Lichtenberg (* 1417; † 1480) ⚭ Anna von Lichtenberg (* 1442; † 1474) |                                                        |                                                        |
| Margarethe von Hanau-Lichtenberg                       |                                                                                           |                                                                                           |                                                                                           |                                                                                           |                                                        |                                                        |